# Long Khánh, huyện Duyên Hải
Long Khánh là một xã cũ thuộc huyện Duyên Hải, tỉnh Trà Vinh, Việt Nam.

## Địa lý
Xã Long Khánh nằm ở phía đông của huyện Duyên Hải, có vị trí địa lý:
- Phía đông giáp thị xã Duyên Hải và thị trấn Long Thành
- Phía tây giáp xã Long Vĩnh
- Phía nam giáp xã Đông Hải
- Phía bắc giáp xã Đôn Châu và xã Ngũ Lạc.

Xã Long Khánh có diện tích 46,43 km², dân số năm 2022 là 8.193 người, mật độ dân số đạt 176 người/km².

## Hành chính
Xã Long Khánh được chia thành 6 ấp: Cái Đôi, Đình Củ, Long Khánh, Tân Khánh, Tân Thành, Vĩnh Khánh.

## Lịch sử
Ngày 17 tháng 7 năm 1951, Ủy ban hành chính kháng chiến Nam bộ thành lập huyện Duyên Hải, tỉnh Vĩnh Trà. Khi đó, xã Long Khánh ngày nay được gọi là ấp Long Khánh thuộc xã Long Toàn, huyện Duyên Hải.
Thời Việt Nam Cộng hòa, địa bàn xã Long Khánh, huyện Duyên Hải là phần đất của xã Long Toàn, quận Long Toàn, tỉnh Vĩnh Bình cũ. Sau ngày 30 tháng 4 năm 1975, quận Long Toàn bị giải thể và sáp nhập vào huyện Cầu Ngang, tỉnh Cửu Long.
Ngày 15 tháng 9 năm 1981, Hội đồng Bộ trưởng ban hành Quyết định số 69-HĐBT. Theo đó, tách bốn ấp: Đình Củ, Long Khánh, Vĩnh Khánh, Phước Hội thuộc xã Long Toàn và ấp Cái Đôi thuộc xã Long Vĩnh để thành lập xã Long Khánh thuộc huyện Cầu Ngang, tỉnh Cửu Long.
Ngày 29 tháng 9 năm 1981, Hội đồng Bộ trưởng ban hành Quyết định số 98-HĐBT. Theo đó, chia huyện Cầu Ngang thành huyện Cầu Ngang và huyện Duyên Hải, xã Long Khánh trực thuộc huyện Duyên Hải.
Ngày 8 tháng 6 năm 2011, Chính phủ ban hành Nghị quyết số 85/NQ-CP. Theo đó, thành lập thị trấn Long Thành trên cơ sở điều chỉnh 516,22 ha diện tích tự nhiên và 7.147 người của xã Long Khánh.
Sau khi điều chỉnh địa giới hành chính, xã Long Khánh còn lại 4.805,07 ha diện tích tự nhiên và 6.194 người.
Ngày 13 tháng 2 năm 2023, Ủy ban Thường vụ Quốc hội ban hành Nghị quyết số 728/NQ-UBTVQH15 (nghị quyết có hiệu lực từ ngày 1 tháng 3 năm 2023). Theo đó, điều chỉnh toàn bộ 3,13 km² diện tích tự nhiên và 490 người của ấp Phước Hội thuộc xã Long Khánh vào ấp Mé Láng thuộc xã Ngũ Lạc.
Sau khi điều chỉnh địa giới hành chính, xã Long Khánh có diện tích tự nhiên là 46,43 km² và dân số là 8.193 người.